# Bodenfelde

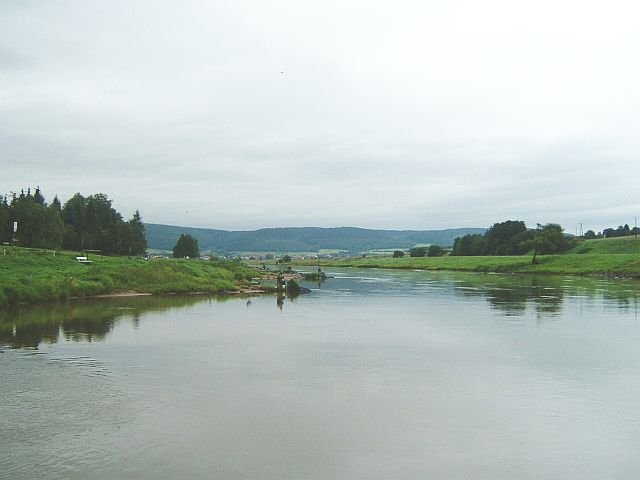
Sông Weser gần Bodenfelde, thị xã nằm sau

Bodenfelde là một đô thị của huyện Northeim, bang Niedersachsen, Đức. Đô thị này có diện tích 20 km². Đô thị này nằm bên hữu ngạn sông Weser, cự ly khoảng 35 km về phía bắc của Kassel, và 30 km về phía tây bắc của Göttingen.